# Salillas
Salillas è un comune spagnolo di 110 abitanti situato nella comunità autonoma dell'Aragona.